# Беличенко, Юрий Александрович
Ю́рий Алекса́ндрович Беличе́нко (укр. Юрій Олександрович Бєліченко; род. 13 декабря 1964, Яма, Донецкая область) — советский и украинский футболист, игравший на позициях полузащитника и нападающего. Мастер спорта Украины

## Биография
Родился в Донецкой области. Воспитанник футбольного клуба «Доломитчик» из Артёмовска, первый тренер — Алексей Малина. С 1983 года — в донецком «Шахтёре», где выступал преимущественно за дубль. Дебютировал в чемпионате СССР 3 декабря 1986 года, на 46-й минуте выездного матча против киевского «Динамо» заменив Михаила Соколовского. Этот матч так и остался единственным для Беличенко в составе «Шахтёра» в Высшей лиге СССР. В 1988 году перешёл в ворошиловградскую «Зарю», выступавшую в первой лиге, где стал одним из основных нападающих. Сезон 1991 года провёл в винницкой «Ниве»
В 1992 году вернулся в «Шахтёр», в составе которого начал выступления в чемпионатах независимой Украины. За «горняков» играл на протяжении двух лет, становился серебряным призёром чемпионата и обладателем кубка Украины, провёл 1 игру в Кубке УЕФА (в 1994, против «Лиллестрёма»). В составе команды пользовался авторитетом и был капитаном. В 1995 году стал игроком макеевского «Бажановца», где провёл полгода. Летом 1995 перешёл в кировоградскую «Звезду-НИБАС», дебютировавшую в высшей лиге чемпионата Украины. Начиная с сезона 1996/97 — игрок донецкого «Металлурга». В дебютном сезоне в составе команды стал победителем первой лиги чемпионата Украины. В 1999 году завершил выступления на профессиональном уровне
По окончании карьеры работал тренером в футбольных школах «Шахтёра», «Металлурга» и «Ильичёвца».

## Стиль игры
Обладал «пушечным» ударом и отличной скоростью. Благодаря прекрасному дриблингу часто совершал неплохие атакующие проходы к воротам соперника

## Достижения
- Серебряный призёр чемпионата Украины: 1993/94
- Обладатель Кубка Украины: 1994/95
- Победитель Первой лиги чемпионата Украины: 1996/97